# Mary Ainsworth
Mary Dinsmore Salter Ainsworth (n. 1 decembrie 1913, Glendale, Ohio–d. 21 martie 1999, Charlottesville, Virginia )  a fost un pshiholog american în domeniul psihologiei dezvoltării, reprezentantă importantă a teoriei atașamentului.